# Geri e Freki

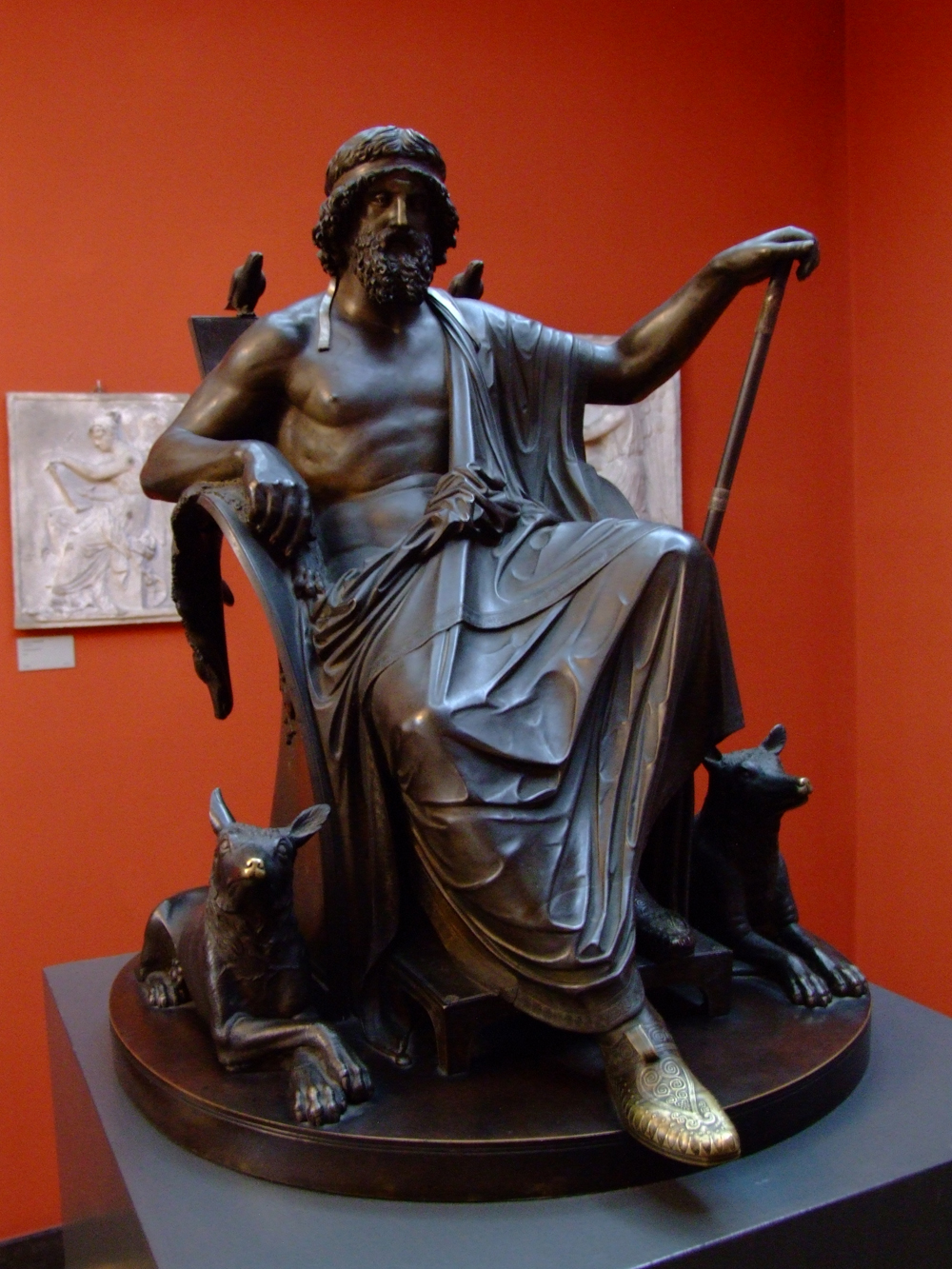
O Deus Odin em seu trono, acompanhado pelos lobos Geri e Freki e os corvos Hugin e Munin, em escultura (1825-1827) de H. E. Freund.

Geri e Freki (do nórdico antigo, onde ambos nomes significam "o guloso" ou "o voraz"), na mitologia nórdica, são dois lobos que acompanham o Deus Odin. Após uma batalha bem sucedida, Odin caminha sobre os corpos de seus adversários derrotados enquanto Geri e Freki devoram os seus corpos.
Durante seus jantares, Odin dá toda a carne aos lobos, pois este se alimenta apenas de hidromel.
Eles são atestados nas obras Edda poética, compilação do século XIII de fontes mais antigas, Edda em prosa, escrita no século XIII por Snorri Sturluson, e na poesia dos escaldos. O par tem sido comparado a figuras semelhantes encontradas nas mitologias grega, romana e  védica, e também tem sido associado a crenças em torno do mito de Berserker.

## Etimologia
O significado dos nomes Geri e Freki tem sido interpretado como "o guloso" ou "o voraz". O nome Geri pode ser originado do adjetivo protogermânico *geraz, atestado no burgúndio girs, no nórdico antigo gerr e no alto alemão antigo ger ou giri, onde todos significam "guloso". O nome Freki pode ser traçado no adjetivo do protogermânico *frekaz, atestado no gótico faihu-friks "ambicioso, avarento", no nórdico antigo frekr "guloso", no inglês antigo frec "desejoso, ganancioso, guloso, audacioso" e no alto alemão antigo freh "ganancioso". John Lindow interpreta os dois nomes como adjetivos do nórdico antigo nominalizados. Bruce Lincoln traça Geri voltando para a haste da Língua protoindo-europeia *gher-, que é a mesma que a encontrada em Garm, um nome referindo-se ao cão  que guarda o reino de Hela e intimamente associado com os eventos de Ragnarök.

## Atestações
No poema Grímnismál da Edda Poética, o Deus Odin (disfarçado de Grímnir) fornece ao jovem Agnarr Geirröðsson muitas informações sobre os mundos nórdicos, sobre Yggdrasil e sobre os companheiros de Odin. Em um trecho, ele diz que alimenta Geri e Freki enquanto o próprio deus consome apenas vinho:

| Tradução de Benjamin Thorpe: Geri and Freki the war-wont sates, the triumphant sire of hosts; but on wine only the famed in arms, Odin, ever lives. | Tradução de Henry Adams Bellows: Freki and Geri does Heerfather feed, The far-famed fighter of old: But on wine alone does the weapon-decked god, Othin, forever live. | Tradução em português O acostumado às batalhas, o triunfante senhor de exércitos, sacia Geri e Freki, Mas ele, o famoso nas armas, Odin, Vive apenas de vinho. | Original: Gera ok Freka seðr gunntamiðr hróðigr Herjaföður; en við vín eitt vápngöfugr Óðinn æ lifir. |

Os dois também são citados através do kenning "cães de Viðrir (Odin)" no Helgakviða Hundingsbana I, verso 13, onde é relatado que eles andam no campo "ávidos de pelos corpos daqueles que tombaram no campo de batalha".

| Tradução de Benjamin Thorpe: The warriors went to the trysting place of swords, which they had appointed at Logafiöll. Broken was Frodi's peace between the foes: Vidrir’s hounds went about the isle slaughter-greedy. | Tradução de Henry Adams Bellows: The warriors forth to the battle went, The field they chose at Logafjoll; Frothi's peace midst foes they broke, Through the isle went hungrily Vithrir's hounds. | Tradução em português Os guerreiros rumaram ao combinado local das espadas, Que haviam escolhido em Logafiöll. A paz de Frodi entre os rivais foi quebrada: Os cães de Vidri chegaram à ilha ávidos de sangue. | Original: Fara hildingar hiorstefno til þeirrar er la/gdo at Logafiollom; sleit Froþa friþ fianda a milli, fara Viþriss grey valgiorn vm ey. |

No livro Gylfaginning (capítulo 38) da Edda em prosa, a figura do entronada de Hár explica que Odin dá toda a comida da mesa para seus lobos Geri e Freki e explica que Odin não precisa de comida, pois para ele o vinho é tanto carne (comida) quanto bebida. Hár em seguida, cita o verso acima mencionado do poema Grímnismál em apoio. No capítulo 75 do livro Skáldskaparmál da Edda em prosa há uma lista de nomes de wargs e lobos que inclui Geri e Freki.

Na poesia dos escaldos Geri e Freki são usados como nomes comuns para "lobo" no capítulo 58 do Skáldskaparmál (citado em obras dos escaldos Thjodolf de Hvinir e Egill Skallagrímsson) e Geri é usado novamente como sinônimo para "lobo" no capítulo 64 do Háttatal, livro da Edda em prosa. Geri é usado como kenning para a palavra "sangue" no capítulo 58 do Skáldskaparmál ("as cervejas de Geri" em um trabalho do escaldo Þórðr Sjáreksson) e para "carniça" no capítulo 60 ("pedaço de Geri" em um trabalho do escaldo Einarr Skúlason). Freki também é usado como kenning para "carniça" ("refeição de Freki") em trabalho de Þórðr Sjáreksson no capítulo 58 do Skáldskaparmál.

## Registro arqueológico
Se a imagem da Böksta Runestone foi corretamente interpretada, ela representa Odin como um cavaleiro montado, e Geri e Freki participando da caça de um alce.

## Teorias

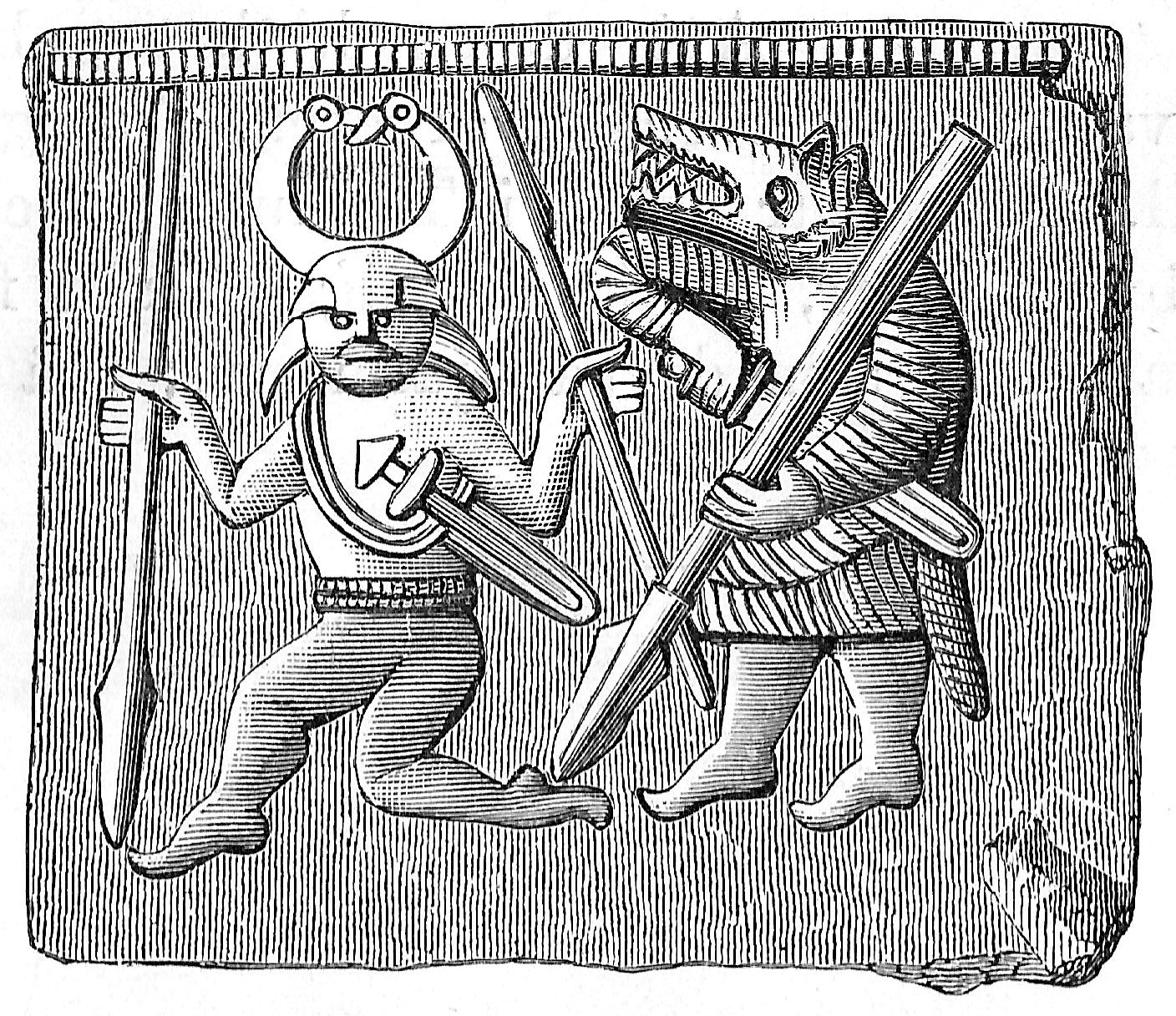
Placa de bronze da era de Vendel em Öland, Suécia representando um guerreiro com pele de lobo com uma espada ao lado de uma figura dançante.

Freki é também um nome aplicado ao monstruoso lobo Fenris no poema Völuspá do Edda poética.
O historiador Michael Spiedel liga Geri e Freki com achados arqueológicos representando figuras vestindo peles de lobo e frequentemente encontrados nomes relacionados com lobo entre os povos germânicos, incluindo Wulfhroc ("Túnica-de-Lobo"), Wolfhetan ("Lobo-Escondido"), Isangrim ("Máscara-Cinza"), Scrutolf ("Roupa-de-Lobo") , Wolfgang ("Passo-de-Lobo"), Wolfdregil ("Lobo-Corredor") e Vulfolaic ("Lobo-Dançarino") e mitos sobre guerreiros-lobos da mitologia nórdica (como os Berserker). Spiedel acredita que isso aponta para o culto pan-germânico de guerreiros-lobos centrado em torno de Odin, que diminuiu depois de Cristianização.
Estudiosos também notaram que os lobos seriam divindades protoindo-europeias. O mitólogo Jacob Grimm observou conexão entre Odin e o deus grego Apolo, uma vez que para os dois corvos e lobos eram sagrados. O filólogo Maurice Bloomfield ainda ligou Geri e Freki a dois cães de Yama da mitologia védica, e os viu como uma adaptação germânica de Cérbero. Elaborando conexões entre lobos e figuras de grande poder Michael Speidel disse: "É por isso que Geri e Freki, os lobos ao lado de Odin, também ficavam ao lado dos tronos dos reis Anglo-saxões. Lobos-guerreiros, como Geri e Freki, não são apenas meros animais mas seres míticos; como seguidores de Odin, eles são parte de seu poder, e os fez lobos-guerreiros."

## Galeria

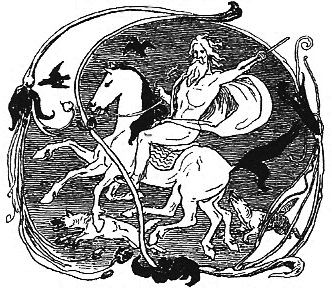
Ilustração datada de 1895 do pintor dinamarquês Lorenz Frølich, representando Odin segurando a Sleipnir, os corvos Hugin e Munin e Geri e Freki.
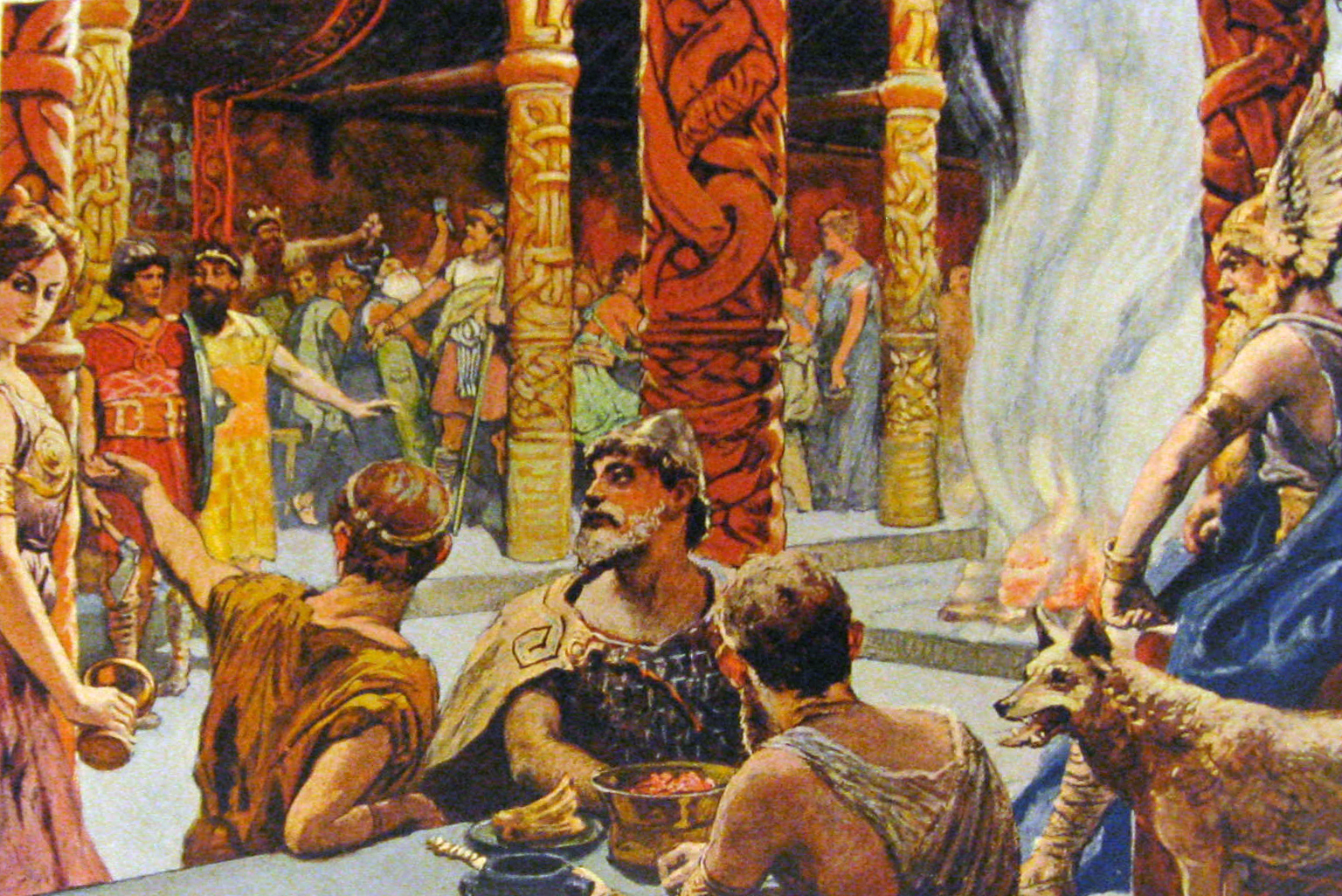
Odin cercado por seus lobos durante um banquete no Valhala
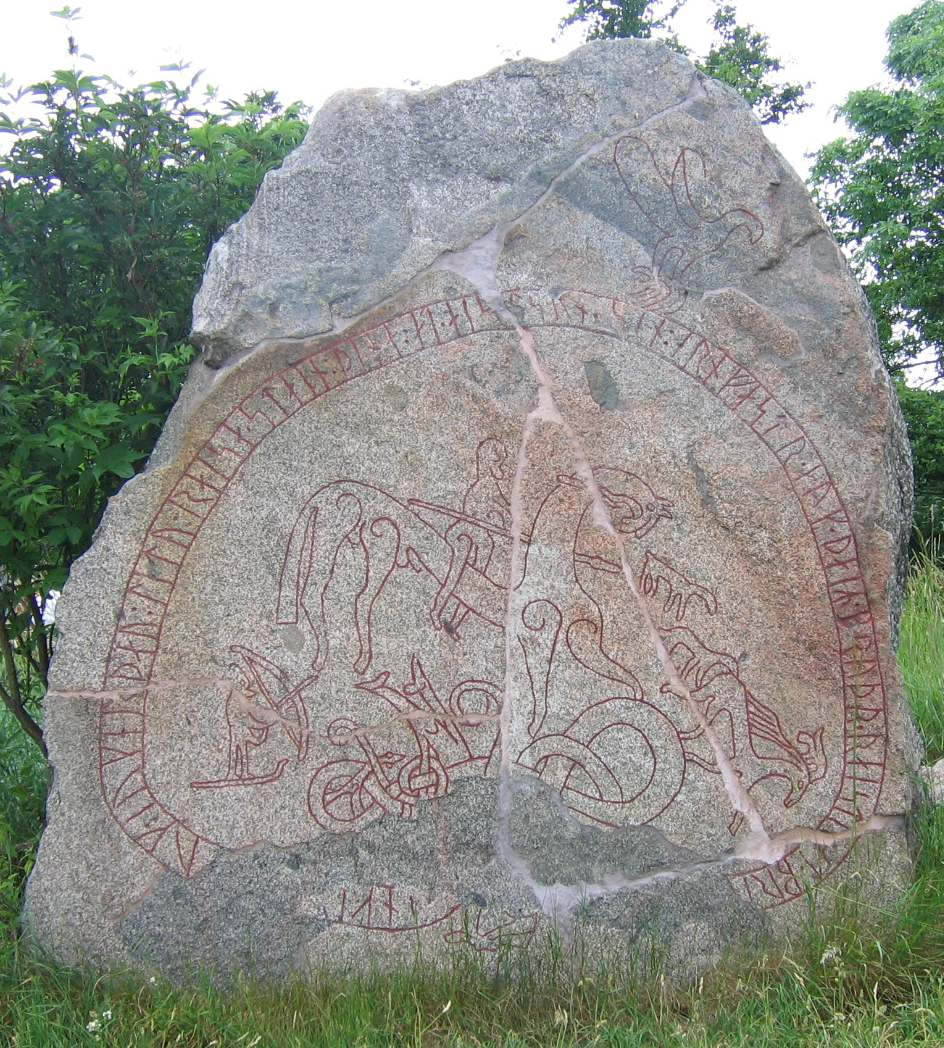
Böksta Runestone.